# Ricardo Galandi
Ricardo Galandi (né le 18 mai 1989 à Francfort-sur-l'Oder, alors en République démocratique allemande) est un ancien joueur allemand de volley-ball. Il mesure 2,01 m et joue central. Il est international allemand.

## Clubs
| Club                     | De        | À |
| ------------------------ | --------- | - |
| Berlin Recycling Volleys | 2009-2010 | … |

## Palmarès
- Championnat d'Allemagne (3)
  - Vainqueur : 2012, 2013, 2014
  - Finaliste : 2011